# Richard Manuel

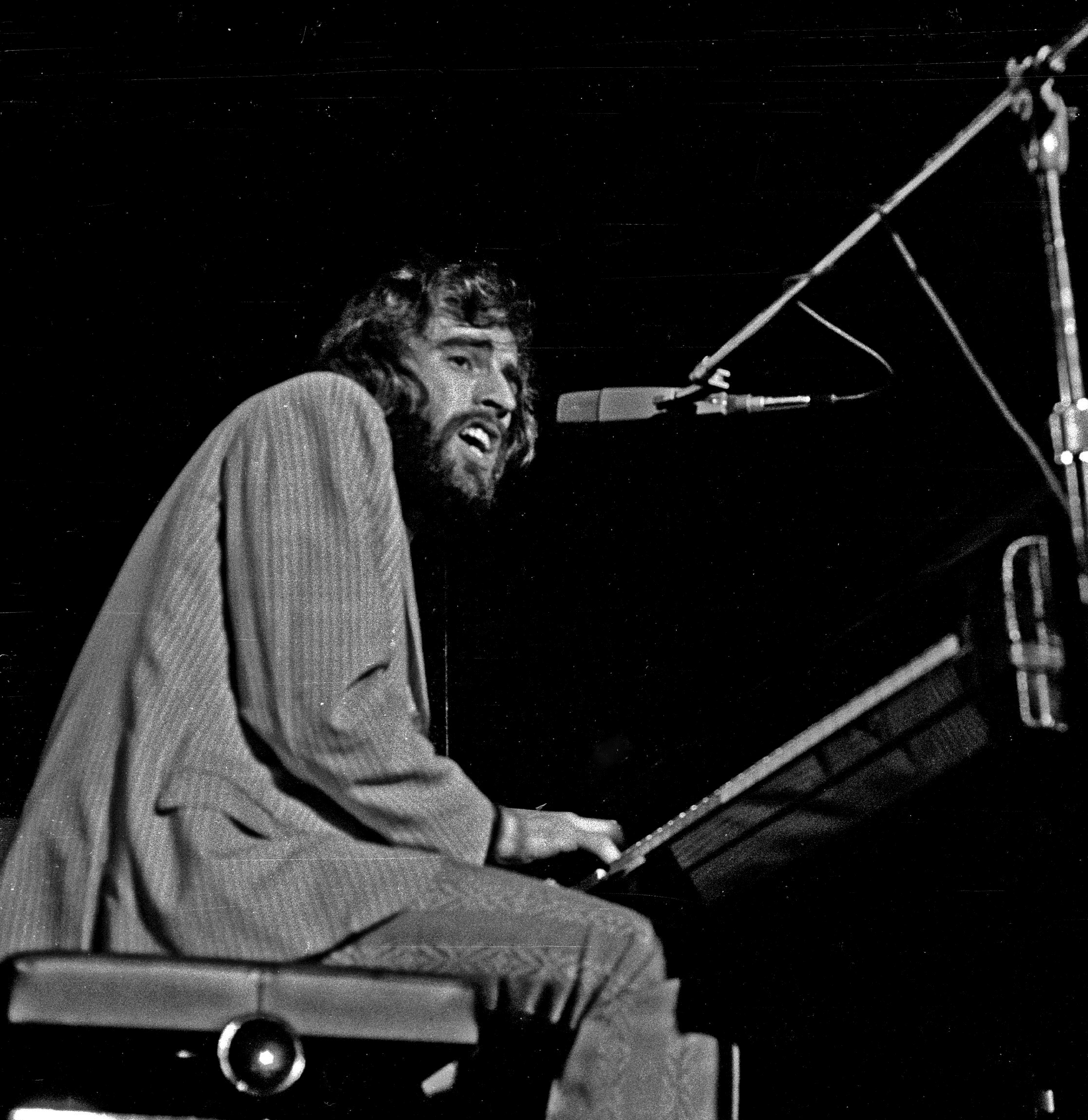
Richard Manuel, 1971

Richard Manuel (* 3. April 1943 in Stratford, Ontario; † 4. März 1986 in Winter Park, Florida) war ein kanadischer Komponist, Sänger und Multiinstrumentalist (Klavier, Schlagzeug, Keyboard, Clavinet, Slide-Gitarre und andere). Bekannt wurde Manuel als Mitglied der Rockgruppe The Band.

## Leben und Werk
Bereits als Kind sang Manuel im Chor einer Baptistenkirche. Als Teenager war Manuel dann als Sänger der Rockin’ Revols', einer Band aus Stratford auf Tour.
Nach Levon Helm, Robbie Robertson und Rick Danko war Manuel das vierte Mitglied von The Band, das (im Sommer 1961) zu Ronnie Hawkins & The Hawks kam. Nachdem The Band 1968, nach ihren Auftritten mit Bob Dylan, ihr Debütalbum Music from Big Pink herausbrachten, wurde Manuel neben seinem instrumentalistischen Talent auch wegen seiner Baritonstimme und seinem Falsettgesang bekannt und bewundert. Zu den größten Verehrern von Richard Manuel gehörte Eric Clapton, Clapton über Manuel:

“I was madly in love with Richard … When he sang in that high falsetto the hair on my neck would stand on end. Not many people can do that.”

Schon früh wurde bekannt, dass der oft depressive Richard Manuel alkohol- und drogenabhängig war. Zu den bekanntesten Liedern mit Manuel als Leadsänger gehört I Shall Be Released, das er bei The Last Waltz, dem Abschiedskonzert von The Band am Thanksgiving 1976, zusammen mit Komponist Bob Dylan darbot. Während sich Gitarrist Robbie Robertson nach dem Konzert vollständig von The Band trennte, versuchten die restlichen Bandmitglieder 1983 ein Comeback.
Während einer Tournee mit The Band beging Richard Manuel 1986 Selbstmord, er erhängte sich mit einem Gürtel im Bad seines Motelzimmers, während seine Frau Arlie im Nebenraum schlief. Noch am Tag zuvor hatten The Band ein Konzert gegeben und danach in Helms Zimmer Pläne für das nächste Konzert geschmiedet. Gegen 2:30 Uhr verließ Manuel seine Bandkollegen, die seine Stimmung als gut beschrieben. Am nächsten Mittag wurde Manuel von seiner Frau aufgefunden, die herbeigerufenen Bandkollegen Helm und Danko versuchten vergeblich noch zu helfen. Laut Polizeibericht starb Manuel zwischen 2:30 und 3:30 Uhr, in seinem Blut fand man neben Alkohol auch Kokain. Er wurde in seiner Heimatstadt Stratford beigesetzt.

## Veröffentlichungen
An eigenen Veröffentlichungen von Manuel gibt es nur das 2005 (in Japan bereits 2002) erschienene Album Whispering Pines: Live at the Gateway 1985, ein Livemitschnitt eines Konzerts vom 12. Oktober 1985. Er ist auf allen Aufnahmen von The Band, die vor seinem Tod veröffentlicht wurden, und allen Aufnahmen der Hawks nach 1961 vertreten. Zudem war Manuel ein gefragter Studio- und Livemusiker, er arbeitete u. a. mit Eric Clapton, Tom Petty, Bonnie Raitt, Bobby Charles, Willie Nelson.

## Widmungen und Ehrungen
- 1986: Eric Clapton widmet Manuel den Titel Holy Mother auf dem Album August
- 1987: Robbie Robertson widmet ihm den Titel Fallen Angel von seinem selbstbetitelten Debütalbum
- 1993: Die verbliebenen Mitglieder von The Band widmen ihm den Titel Too Soon Gone vom Album Jericho
- 1994: posthume Aufnahme in die Rock and Roll Hall of Fame mit The Band[2]
- 2002: Die Counting Crows widmen ihm den Titel If I Could Give All My Love (Richard Manuel Is Dead) vom Album Hard Candy
- 1. Juli 2004: Die Stadt Stratford installiert eine Gedenkplatte zu Ehren von Manuel
- 2008: posthume Auszeichnung mit dem Lifetime Achievement Award der National Academy of Recording Arts and Sciences mit The Band[3]